# Axel Gudbrand Blytt
Axel Gudbrand Blytt (født 19. maj 1843 i Kristiania (nu Oslo), død 18. juli 1898 sammesteds) var en prisbelønnet norsk botaniker.
Han var søn af Matthias Numsen Blytt (1789-1862), der også var botaniker, og udgav Norges Flora i 1861. Efter farens død i 1862 bad Parlamentet Axel om at færdiggøre Norges Flora. Bind 2 og 3 blev udgivet i 1874 og 1876, mens han fra 1863 arbejdede som konservator ved Universitetet i Oslo, og fra 1880 som professor. Han fortsatte sin faders arbejde med den norske flora. I dag er han bedst kendt for sin teori fra 1876 om indvandring af den norske flora. I sin teori inddeler Blytt norske planter i seks grupper, der er indvandret i forskellige klimaperioder. Meget af denne teori viste sig senere at være forkert, men det blev grundlaget for Rutger Sernanders arbejde, der udviklede sig til hvad der nu kaldes Blytt-Sernanders klimavekslingsteori (eller Kronozoner). Både far og søn blev læst af og påvirkede Charles Darwin. Efter studierejse til Tyskland i 1877-78 forskede han mest i svampe.

## Priser
- H. K. H. Kronprinsens guldmedalje i 1869 for sin afhandling om vegetationen langs Sognefjorden
- Blev valgt ind ved Videnskabs-Selskabet i Christiania i 1869

## Udgivelser
- Axel Blytt (1864), Botanisk Rejse i Valders og tilgrændsende Egne (digitaliseret på Nasjonalbiblioteket udgave), Cristiania (nu Oslo): Johan Dahl, s. 149, hentet 13. maj 2018 - Fra en reise han tog i 1863 (norsk)
- Axel Blytt (1869), Om Vegetationsforholdene ved Sognefjorden, Cristiania: Johan Dahl, s. 223, hentet 13. maj 2018 - Med et tillæg af N. Wulfsberg og Chr. Stabell. Fra hans reiser 1864, 1865 og 1867 (norsk)
- Axel Blytt (1870), Christiania Omegns Phanerogamer og Bregner med Angivelse af deres Udbredelse, Cristiania: Brøgger & Christie, s. 103, hentet 13. maj 2018 (norsk)
- Mathias Numsen Blytt og Axel Blytt (1876), Norges Flora, vol. 3 bind, Cristiania: Brøgger & Christie, s. 1348, hentet 13. maj 2018 - M.N. Blytt skrev bind 1 (1861), A. Blytt bind 2 og 3. (norsk)
- Axel Blytt (1876), Forsøg til en Theorie om Indvandringen af Norges Flora under vexlende regnfulde og tørre Tider (norsk)
- Axel Blytt (1881), Die Theorie der wechselnden kontinentalen und insularen Klimate, vol. 2., Leipzig, s. 50, hentet 13. maj 2018 - Særtryk af Engler's botanische Jahrbuch (norsk)
- Axel Blytt (1889), Om den sandsynlige årsag til strandliniernes forskyvning, et forsøg på en geologisk tidsregning, Jacob Dybwads forlag, s. 92, hentet 13. maj 2018 - Særtryk af Nyt magazin for naturvidenskaperne 31:2 (norsk)
- Axel Blytt (1906), Handbog i Norges Flora, Cammermeyers forlag, s. 780, hentet 14. maj 2018 - Færdiggjort af Ove Dahl (norsk)
- Axel Blytt, Essay on the Immigration of the Norwegian Flora during Alternating Rainy and Dry Periods, Kristiana, 1876 (engelsk)
- Axel Blytt, The Probable Cause of the Displacement of Beach-lines: An Attempt to Compute Geological Epochs, 1889, på archive.org (engelsk)